# Ermida de Nossa Senhora do Ó (Faro)
A Ermida Nossa Senhora do Ó ou d’Entre Ambalas Águas, é de origem medieval e foi mandada construir por mareantes. Encontra-se situada no centro da cidade, na Praça D. Francisco Gomes, no provável local onde, durante o domínio islâmico, esteve colocada a imagem da Virgem referida numa das cantigas de Santa Maria do Rei de Castela, Afonso X, o Sábio (1221-1284). Foi reconstruída após o terramoto de 1755 e funcionou como quartel de bombeiros e posteriormente uma das dependências do Governo Civil de Faro. Com a construção do arco da Vila, em 1812, uma das fachadas da ermida ficou entaipada.